# Барсия, Леандро
Леандро Барсия Монтеро (исп. Leandro Barcia Montero; родился 8 октября 1992 года, Флорида, Уругвай) — уругвайский футболист, нападающий клуба «Спорт Ресифи».

## Клубная карьера
Барсия — воспитанник клуба «Ривер Плейт» (Флорида). В 2011 году перешёл в столичный «Насьональ», но в первых сезонах играл за резервную команду в третьем дивизионе. 19 апреля 2014 года в матче «Серро-Ларго» он дебютировал в уругвайской Примере. 4 мая в поединке против «Серро» Леандро забил свой первый гол за «Насьональ». В составе клуба он дважды выиграл чемпионат страны. В начале 2019 года Барсия перешёл в бразильский «Гояс». 9 февраля в матче Лиги Гояно против «Ипоры» он дебютировал за основной состав. 17 февраля в поединке против «Гойяны» Леандро забил свой первый гол за «Гояс». 29 апреля в матче против «Флуминенсе» он дебютировал в бразильской Серии A.
В начале 2020 года Барсия перешёл в «Спорт Ресифи». 25 января в матче Копа де Ностре против «ССА Масейо» он дебютировал за новый клуб.

## Достижения
Клубные
 «Насьональ»
- Победитель чемпионата Уругвая (2): 2014/2015, 2016